# 1980년 동계 올림픽 네덜란드 선수단
1980년 동계 올림픽 네덜란드 선수단은 미국 레이크플래시드에서 개최된 1980년 동계 올림픽에 참가한 올림픽 네덜란드 선수단이다.

## 메달리스트

### 금메달
- 스피드 스케이팅
  - 여자 1500m: 애니 브르인크

### 은메달
- 스피드 스케이팅
  - 남자 10000m: 피에트 클레뉘
  - 여자 1500m: 리아 비저

### 동메달
- 스피드 스케이팅
  - 남자 500m: 루이웨 드 보어

## 참조
- 올림픽 공식 결과 보관됨 2012-02-04 - 웨이백 머신